# Internazionali di Francia 1959 - Doppio maschile
Il doppio maschile del torneo di tennis Internazionali di Francia 1959 si è disputato dal 19 al 30 maggio sui campi in terra rossa dello stadio Roland Garros di Parigi in Francia.
Nicola Pietrangeli e Orlando Sirola hanno sconfitto in finale Roy Emerson e Neale Fraser col punteggio di 6–3, 6–2, 14–12. 
È stato il primo successo di una coppia italiana in un torneo dello Slam.

## Tabellone

### Legenda
| - Q = Qualificato - WC = Wild card - LL = Lucky loser | - ALT = Alternate - SE = Special Exempt - PR = Protected Ranking | - w/o = Walkover - r = Ritirato - d = Squalificato |

### Finali
|  | Semifinali                        | Semifinali                        | Semifinali                   | Semifinali                   | Semifinali | Semifinali | Semifinali |  |  | Finale                            | Finale                            | Finale                            | Finale                            | Finale | Finale | Finale |  |
|  |                                   |                                   |                              |                              |            |            |            |  |  |                                   |                                   |                                   |                                   |        |        |        |  |
|  | Nicola Pietrangeli Orlando Sirola | Nicola Pietrangeli Orlando Sirola | 2                            | 6                            | 1          | 6          | 6          |  |  |                                   |                                   |                                   |                                   |        |        |        |  |
|  | Rod Laver Bob Mark                | Rod Laver Bob Mark                | 6                            | 4                            | 6          | 3          | 2          |  |  | Nicola Pietrangeli Orlando Sirola | Nicola Pietrangeli Orlando Sirola | Nicola Pietrangeli Orlando Sirola | Nicola Pietrangeli Orlando Sirola | 6      | 6      | 14     |  |
|  | Pierre Darmon Robert Haillet      | Pierre Darmon Robert Haillet      | Pierre Darmon Robert Haillet | Pierre Darmon Robert Haillet | 3          | 1          | 3          |  |  | Roy Emerson Neale Fraser          | Roy Emerson Neale Fraser          | Roy Emerson Neale Fraser          | Roy Emerson Neale Fraser          | 3      | 2      | 12     |  |
|  | Roy Emerson Neale Fraser          | Roy Emerson Neale Fraser          | Roy Emerson Neale Fraser     | Roy Emerson Neale Fraser     | 6          | 6          | 6          |  |  |                                   |                                   |                                   |                                   |        |        |        |  |

### Parte alta

#### Sezione 1
|  | Primo turno                           | Primo turno                           | Primo turno                           | Primo turno                           | Primo turno                           | Primo turno                           | Primo turno |  |  | Secondo turno                     | Secondo turno                     | Secondo turno                     | Secondo turno                   | Secondo turno             | Secondo turno             | Secondo turno |   |   | Terzo turno                       | Terzo turno                       | Terzo turno                   | Terzo turno                   | Terzo turno | Terzo turno | Terzo turno |   |   | Quarti di finale | Quarti di finale | Quarti di finale | Quarti di finale | Quarti di finale | Quarti di finale | Quarti di finale |  |
|  |                                       |                                       |                                       |                                       |                                       |                                       |             |  |  |                                   |                                   |                                   |                                 |                           |                           |               |   |   |                                   |                                   |                               |                               |             |             |             |   |   |                  |                  |                  |                  |                  |                  |                  |  |
|  | Nicola Pietrangeli Orlando Sirola     | Nicola Pietrangeli Orlando Sirola     | Nicola Pietrangeli Orlando Sirola     | Nicola Pietrangeli Orlando Sirola     | 6                                     | 6                                     | 6           |  |  |                                   |                                   |                                   |                                 |                           |                           |               |   |   |                                   |                                   |                               |                               |             |             |             |   |   |                  |                  |                  |                  |                  |                  |                  |  |
|  | Guy Delhomme Michel Follveider        | Guy Delhomme Michel Follveider        | Guy Delhomme Michel Follveider        | Guy Delhomme Michel Follveider        | 2                                     | 4                                     | 3           |  |  | Nicola Pietrangeli Orlando Sirola | Nicola Pietrangeli Orlando Sirola | Nicola Pietrangeli Orlando Sirola | 6                               | 6                         | 4                         | 6             |   |   |                                   |                                   |                               |                               |             |             |             |   |   |                  |                  |                  |                  |                  |                  |                  |  |
|  | Paul Jalabert Henri Pellizza          | Paul Jalabert Henri Pellizza          | 6                                     | 3                                     | 9                                     | 6                                     | 6           |  |  | Paul Jalabert Henri Pellizza      | Paul Jalabert Henri Pellizza      | Paul Jalabert Henri Pellizza      | 2                               | 3                         | 6                         | 2             |   |   |                                   |                                   |                               |                               |             |             |             |   |   |                  |                  |                  |                  |                  |                  |                  |  |
|  | Allan Kendall Wayne Van Voorhees      | Allan Kendall Wayne Van Voorhees      | 2                                     | 6                                     | 11                                    | 2                                     | 3           |  |  |                                   |                                   |                                   |                                 |                           |                           |               |   |   | Nicola Pietrangeli Orlando Sirola | Nicola Pietrangeli Orlando Sirola | 6                             | 7                             | 6           | 4           | 7           |   |   |                  |                  |                  |                  |                  |                  |                  |  |
|  | Lew Gerrard Mark Otway                | Lew Gerrard Mark Otway                | 5                                     | 6                                     | 6                                     | 3                                     | 6           |  |  |                                   |                                   | Lew Gerrard Mark Otway            | Lew Gerrard Mark Otway          | 4                         | 5                         | 8             | 6 | 5 |                                   |                                   |                               |                               |             |             |             |   |   |                  |                  |                  |                  |                  |                  |                  |  |
|  | John Barrett Alan Mills               | John Barrett Alan Mills               | 7                                     | 4                                     | 3                                     | 6                                     | 3           |  |  | Lew Gerrard Mark Otway            | Lew Gerrard Mark Otway            | Lew Gerrard Mark Otway            | Lew Gerrard Mark Otway          | 7                         | 6                         | 6             |   |   |                                   |                                   |                               |                               |             |             |             |   |   |                  |                  |                  |                  |                  |                  |                  |  |
|  | Jiří Javorský Richard Schonborn       | Jiří Javorský Richard Schonborn       | Jiří Javorský Richard Schonborn       | Jiří Javorský Richard Schonborn       | Jiří Javorský Richard Schonborn       | Jiří Javorský Richard Schonborn       | w/o         |  |  | Jiří Javorský Richard Schonborn   | Jiří Javorský Richard Schonborn   | Jiří Javorský Richard Schonborn   | Jiří Javorský Richard Schonborn | 5                         | 2                         | 4             |   |   |                                   |                                   |                               |                               |             |             |             |   |   |                  |                  |                  |                  |                  |                  |                  |  |
|  | Jean-Claude Barclay François Jauffret | Jean-Claude Barclay François Jauffret | Jean-Claude Barclay François Jauffret | Jean-Claude Barclay François Jauffret | Jean-Claude Barclay François Jauffret | Jean-Claude Barclay François Jauffret |             |  |  |                                   |                                   |                                   |                                 |                           |                           |               |   |   | Nicola Pietrangeli Orlando Sirola | Nicola Pietrangeli Orlando Sirola | 6                             | 3                             | 1           | 7           | 8           |   |   |                  |                  |                  |                  |                  |                  |                  |  |
|  | Francis Gorman Bob Hewitt             | Francis Gorman Bob Hewitt             | 1                                     | 6                                     | 1                                     | 6                                     | 6           |  |  |                                   |                                   |                                   |                                 |                           |                           |               |   |   |                                   |                                   | Billy Knight Tony Pickard     | Billy Knight Tony Pickard     | 2           | 6           | 6           | 5 | 6 |                  |                  |                  |                  |                  |                  |                  |  |
|  | Gordon Forbes Abe Segal               | Gordon Forbes Abe Segal               | 6                                     | 0                                     | 6                                     | 1                                     | 4           |  |  | Francis Gorman Bob Hewitt         | Francis Gorman Bob Hewitt         | Francis Gorman Bob Hewitt         | Francis Gorman Bob Hewitt       | 3                         | 4                         | 6             |   |   |                                   |                                   |                               |                               |             |             |             |   |   |                  |                  |                  |                  |                  |                  |                  |  |
|  | John W. Frost Warren Woodcock         | John W. Frost Warren Woodcock         | John W. Frost Warren Woodcock         | John W. Frost Warren Woodcock         | 6                                     | 6                                     | 9           |  |  | John W. Frost Warren Woodcock     | John W. Frost Warren Woodcock     | John W. Frost Warren Woodcock     | John W. Frost Warren Woodcock   | 6                         | 6                         | 8             |   |   |                                   |                                   |                               |                               |             |             |             |   |   |                  |                  |                  |                  |                  |                  |                  |  |
|  | Eduardo Argon Ika Panajotovic         | Eduardo Argon Ika Panajotovic         | Eduardo Argon Ika Panajotovic         | Eduardo Argon Ika Panajotovic         | 2                                     | 3                                     | 7           |  |  |                                   |                                   |                                   |                                 |                           |                           |               |   |   | John W. Frost Warren Woodcock     | John W. Frost Warren Woodcock     | John W. Frost Warren Woodcock | John W. Frost Warren Woodcock | 0           | 2           | 3           |   |   |                  |                  |                  |                  |                  |                  |                  |  |
|  | Wilhelm Bungert Dieter Ecklebe        | Wilhelm Bungert Dieter Ecklebe        | Wilhelm Bungert Dieter Ecklebe        | Wilhelm Bungert Dieter Ecklebe        | Wilhelm Bungert Dieter Ecklebe        | Wilhelm Bungert Dieter Ecklebe        | w/o         |  |  |                                   |                                   | Billy Knight Tony Pickard         | Billy Knight Tony Pickard       | Billy Knight Tony Pickard | Billy Knight Tony Pickard | 6             | 6 | 6 |                                   |                                   |                               |                               |             |             |             |   |   |                  |                  |                  |                  |                  |                  |                  |  |
|  | Boro Jovanović Andrzej Licis          | Boro Jovanović Andrzej Licis          | Boro Jovanović Andrzej Licis          | Boro Jovanović Andrzej Licis          | Boro Jovanović Andrzej Licis          | Boro Jovanović Andrzej Licis          |             |  |  | Wilhelm Bungert Dieter Ecklebe    | Wilhelm Bungert Dieter Ecklebe    | Wilhelm Bungert Dieter Ecklebe    | 3                               | 2                         | 6                         | 3             |   |   |                                   |                                   |                               |                               |             |             |             |   |   |                  |                  |                  |                  |                  |                  |                  |  |
|  | Billy Knight Tony Pickard             | Billy Knight Tony Pickard             | Billy Knight Tony Pickard             | 6                                     | 3                                     | 6                                     | 6           |  |  | Billy Knight Tony Pickard         | Billy Knight Tony Pickard         | Billy Knight Tony Pickard         | 6                               | 6                         | 3                         | 6             |   |   |                                   |                                   |                               |                               |             |             |             |   |   |                  |                  |                  |                  |                  |                  |                  |  |
|  | Pilar Barrii Naresh Kumar             | Pilar Barrii Naresh Kumar             | Pilar Barrii Naresh Kumar             | 3                                     | 6                                     | 0                                     | 2           |  |  |                                   |                                   |                                   |                                 |                           |                           |               |   |   |                                   |                                   |                               |                               |             |             |             |   |   |                  |                  |                  |                  |                  |                  |                  |  |

#### Sezione 2
|  | Primo turno                          | Primo turno                          | Primo turno                          | Primo turno                          | Primo turno                     | Primo turno                     | Primo turno |  |  | Secondo turno                        | Secondo turno                        | Secondo turno                        | Secondo turno                        | Secondo turno                        | Secondo turno                        | Secondo turno |   |   | Terzo turno                    | Terzo turno                    | Terzo turno                    | Terzo turno                    | Terzo turno        | Terzo turno        | Terzo turno |   |   | Quarti di finale | Quarti di finale | Quarti di finale | Quarti di finale | Quarti di finale | Quarti di finale | Quarti di finale |  |
|  |                                      |                                      |                                      |                                      |                                 |                                 |             |  |  |                                      |                                      |                                      |                                      |                                      |                                      |               |   |   |                                |                                |                                |                                |                    |                    |             |   |   |                  |                  |                  |                  |                  |                  |                  |  |
|  | Jean-Noël Grinda Ivan Molinari       | Jean-Noël Grinda Ivan Molinari       | Jean-Noël Grinda Ivan Molinari       | Jean-Noël Grinda Ivan Molinari       | 6                               | 6                               | 6           |  |  |                                      |                                      |                                      |                                      |                                      |                                      |               |   |   |                                |                                |                                |                                |                    |                    |             |   |   |                  |                  |                  |                  |                  |                  |                  |  |
|  | Rodney Mandelstam Neville Nette      | Rodney Mandelstam Neville Nette      | Rodney Mandelstam Neville Nette      | Rodney Mandelstam Neville Nette      | 4                               | 4                               | 4           |  |  | Jean-Noël Grinda Ivan Molinari       | Jean-Noël Grinda Ivan Molinari       | Jean-Noël Grinda Ivan Molinari       | 2                                    | 6                                    | 7                                    | 7             |   |   |                                |                                |                                |                                |                    |                    |             |   |   |                  |                  |                  |                  |                  |                  |                  |  |
|  | Willem Maris Hans van de Weg         | Willem Maris Hans van de Weg         | Willem Maris Hans van de Weg         | Willem Maris Hans van de Weg         | 6                               | 7                               | 12          |  |  | Willem Maris Hans van de Weg         | Willem Maris Hans van de Weg         | Willem Maris Hans van de Weg         | 6                                    | 1                                    | 5                                    | 5             |   |   |                                |                                |                                |                                |                    |                    |             |   |   |                  |                  |                  |                  |                  |                  |                  |  |
|  | John Paquet Trezel                   | John Paquet Trezel                   | John Paquet Trezel                   | John Paquet Trezel                   | 3                               | 5                               | 10          |  |  |                                      |                                      |                                      |                                      |                                      |                                      |               |   |   | Jean-Noël Grinda Ivan Molinari | Jean-Noël Grinda Ivan Molinari | Jean-Noël Grinda Ivan Molinari | 4                              | 6                  | 6                  | 6           |   |   |                  |                  |                  |                  |                  |                  |                  |  |
|  | Antal Jancsó Torben Ulrich           | Antal Jancsó Torben Ulrich           | Antal Jancsó Torben Ulrich           | 7                                    | 6                               | 5                               | 6           |  |  |                                      |                                      | Ernesto Aguirre Antonio Palafox      | Ernesto Aguirre Antonio Palafox      | Ernesto Aguirre Antonio Palafox      | 6                                    | 3             | 3 | 4 |                                |                                |                                |                                |                    |                    |             |   |   |                  |                  |                  |                  |                  |                  |                  |  |
|  | Juan Manuel Couder Christian Grandet | Juan Manuel Couder Christian Grandet | Juan Manuel Couder Christian Grandet | 5                                    | 3                               | 7                               | 3           |  |  | Antal Jancsó Torben Ulrich           | Antal Jancsó Torben Ulrich           | Antal Jancsó Torben Ulrich           | Antal Jancsó Torben Ulrich           | 1                                    | 2                                    | 5             |   |   |                                |                                |                                |                                |                    |                    |             |   |   |                  |                  |                  |                  |                  |                  |                  |  |
|  | Ernesto Aguirre Antonio Palafox      | Ernesto Aguirre Antonio Palafox      | Ernesto Aguirre Antonio Palafox      | Ernesto Aguirre Antonio Palafox      | Ernesto Aguirre Antonio Palafox | Ernesto Aguirre Antonio Palafox | w/o         |  |  | Ernesto Aguirre Antonio Palafox      | Ernesto Aguirre Antonio Palafox      | Ernesto Aguirre Antonio Palafox      | Ernesto Aguirre Antonio Palafox      | 6                                    | 6                                    | 7             |   |   |                                |                                |                                |                                |                    |                    |             |   |   |                  |                  |                  |                  |                  |                  |                  |  |
|  | Jacques Brugnon Benny Berthet        | Jacques Brugnon Benny Berthet        | Jacques Brugnon Benny Berthet        | Jacques Brugnon Benny Berthet        | Jacques Brugnon Benny Berthet   | Jacques Brugnon Benny Berthet   |             |  |  |                                      |                                      |                                      |                                      |                                      |                                      |               |   |   | Jean-Noël Grinda Ivan Molinari | Jean-Noël Grinda Ivan Molinari | Jean-Noël Grinda Ivan Molinari | Jean-Noël Grinda Ivan Molinari | 4                  | 4                  | 0           |   |   |                  |                  |                  |                  |                  |                  |                  |  |
|  | Rod Laver Bob Mark                   | Rod Laver Bob Mark                   | Rod Laver Bob Mark                   | Rod Laver Bob Mark                   | 6                               | 6                               | 6           |  |  |                                      |                                      |                                      |                                      |                                      |                                      |               |   |   |                                |                                | Rod Laver Bob Mark             | Rod Laver Bob Mark             | Rod Laver Bob Mark | Rod Laver Bob Mark | 6           | 6 | 6 |                  |                  |                  |                  |                  |                  |                  |  |
|  | Daniel Achondo Patricio Rodriguez    | Daniel Achondo Patricio Rodriguez    | Daniel Achondo Patricio Rodriguez    | Daniel Achondo Patricio Rodriguez    | 2                               | 3                               | 3           |  |  | Rod Laver Bob Mark                   | Rod Laver Bob Mark                   | Rod Laver Bob Mark                   | Rod Laver Bob Mark                   | 6                                    | 6                                    | 6             |   |   |                                |                                |                                |                                |                    |                    |             |   |   |                  |                  |                  |                  |                  |                  |                  |  |
|  | Ian Vermaak Raymond Weedon           | Ian Vermaak Raymond Weedon           | Ian Vermaak Raymond Weedon           | Ian Vermaak Raymond Weedon           | 6                               | 6                               | 6           |  |  | Ian Vermaak Raymond Weedon           | Ian Vermaak Raymond Weedon           | Ian Vermaak Raymond Weedon           | Ian Vermaak Raymond Weedon           | 1                                    | 2                                    | 2             |   |   |                                |                                |                                |                                |                    |                    |             |   |   |                  |                  |                  |                  |                  |                  |                  |  |
|  | Taki Theodoracopulos J. Tort         | Taki Theodoracopulos J. Tort         | Taki Theodoracopulos J. Tort         | Taki Theodoracopulos J. Tort         | 1                               | 3                               | 3           |  |  |                                      |                                      |                                      |                                      |                                      |                                      |               |   |   | Rod Laver Bob Mark             | Rod Laver Bob Mark             | Rod Laver Bob Mark             | Rod Laver Bob Mark             | 6                  | 6                  | 7           |   |   |                  |                  |                  |                  |                  |                  |                  |  |
|  | Jacques Brichant Ladislav Legenstein | Jacques Brichant Ladislav Legenstein | Jacques Brichant Ladislav Legenstein | Jacques Brichant Ladislav Legenstein | 6                               | 6                               | 11          |  |  |                                      |                                      | Jacques Brichant Ladislav Legenstein | Jacques Brichant Ladislav Legenstein | Jacques Brichant Ladislav Legenstein | Jacques Brichant Ladislav Legenstein | 3             | 4 | 5 |                                |                                |                                |                                |                    |                    |             |   |   |                  |                  |                  |                  |                  |                  |                  |  |
|  | José Edison Mandarino Brian Woolf    | José Edison Mandarino Brian Woolf    | José Edison Mandarino Brian Woolf    | José Edison Mandarino Brian Woolf    | 1                               | 4                               | 9           |  |  | Jacques Brichant Ladislav Legenstein | Jacques Brichant Ladislav Legenstein | Jacques Brichant Ladislav Legenstein | Jacques Brichant Ladislav Legenstein | Jacques Brichant Ladislav Legenstein | Jacques Brichant Ladislav Legenstein | w/o           |   |   |                                |                                |                                |                                |                    |                    |             |   |   |                  |                  |                  |                  |                  |                  |                  |  |
|  | Philippe Deniau Christian Viron      | Philippe Deniau Christian Viron      | Philippe Deniau Christian Viron      | Philippe Deniau Christian Viron      | 7                               | 6                               | 8           |  |  | Philippe Deniau Christian Viron      | Philippe Deniau Christian Viron      | Philippe Deniau Christian Viron      | Philippe Deniau Christian Viron      | Philippe Deniau Christian Viron      | Philippe Deniau Christian Viron      |               |   |   |                                |                                |                                |                                |                    |                    |             |   |   |                  |                  |                  |                  |                  |                  |                  |  |
|  | Jean Claude Loyau Jean De La Prade   | Jean Claude Loyau Jean De La Prade   | Jean Claude Loyau Jean De La Prade   | Jean Claude Loyau Jean De La Prade   | 5                               | 3                               | 6           |  |  |                                      |                                      |                                      |                                      |                                      |                                      |               |   |   |                                |                                |                                |                                |                    |                    |             |   |   |                  |                  |                  |                  |                  |                  |                  |  |

### Parte bassa

#### Sezione 3
|  | Primo turno                            | Primo turno                            | Primo turno                            | Primo turno                            | Primo turno                        | Primo turno                        | Primo turno |  |  | Secondo turno                          | Secondo turno                          | Secondo turno                      | Secondo turno                      | Secondo turno         | Secondo turno | Secondo turno |    |   | Terzo turno                    | Terzo turno                    | Terzo turno                  | Terzo turno                | Terzo turno | Terzo turno | Terzo turno |    |   | Quarti di finale | Quarti di finale | Quarti di finale | Quarti di finale | Quarti di finale | Quarti di finale | Quarti di finale |  |
|  |                                        |                                        |                                        |                                        |                                    |                                    |             |  |  |                                        |                                        |                                    |                                    |                       |               |               |    |   |                                |                                |                              |                            |             |             |             |    |   |                  |                  |                  |                  |                  |                  |                  |  |
|  | Warren Jacques Władysław Skonecki      | Warren Jacques Władysław Skonecki      | Warren Jacques Władysław Skonecki      | Warren Jacques Władysław Skonecki      | 6                                  | 6                                  | 6           |  |  |                                        |                                        |                                    |                                    |                       |               |               |    |   |                                |                                |                              |                            |             |             |             |    |   |                  |                  |                  |                  |                  |                  |                  |  |
|  | Auger Huet                             | Auger Huet                             | Auger Huet                             | Auger Huet                             | 2                                  | 4                                  | 4           |  |  | Warren Jacques Władysław Skonecki      | Warren Jacques Władysław Skonecki      | Warren Jacques Władysław Skonecki  | 6                                  | 3                     | 0             | 4             |    |   |                                |                                |                              |                            |             |             |             |    |   |                  |                  |                  |                  |                  |                  |                  |  |
|  | Pierre Darmon Robert Haillet           | Pierre Darmon Robert Haillet           | Pierre Darmon Robert Haillet           | Pierre Darmon Robert Haillet           | 6                                  | 6                                  | 6           |  |  | Pierre Darmon Robert Haillet           | Pierre Darmon Robert Haillet           | Pierre Darmon Robert Haillet       | 4                                  | 6                     | 6             | 6             |    |   |                                |                                |                              |                            |             |             |             |    |   |                  |                  |                  |                  |                  |                  |                  |  |
|  | Pierre Bardey R. Delarue               | Pierre Bardey R. Delarue               | Pierre Bardey R. Delarue               | Pierre Bardey R. Delarue               | 3                                  | 1                                  | 2           |  |  |                                        |                                        |                                    |                                    |                       |               |               |    |   | Pierre Darmon Robert Haillet   | Pierre Darmon Robert Haillet   | Pierre Darmon Robert Haillet | 2                          | 6           | 8           | 6           |    |   |                  |                  |                  |                  |                  |                  |                  |  |
|  | Jean Pierre Bergerat Daniel Contet     | Jean Pierre Bergerat Daniel Contet     | Jean Pierre Bergerat Daniel Contet     | Jean Pierre Bergerat Daniel Contet     | Jean Pierre Bergerat Daniel Contet | Jean Pierre Bergerat Daniel Contet | w/o         |  |  |                                        |                                        | Don Candy Jon Douglas              | Don Candy Jon Douglas              | Don Candy Jon Douglas | 6             | 1             | 6  | 3 |                                |                                |                              |                            |             |             |             |    |   |                  |                  |                  |                  |                  |                  |                  |  |
|  | Jacques Malosse Jacques Mey            | Jacques Malosse Jacques Mey            | Jacques Malosse Jacques Mey            | Jacques Malosse Jacques Mey            | Jacques Malosse Jacques Mey        | Jacques Malosse Jacques Mey        |             |  |  | Jean Pierre Bergerat Daniel Contet     | Jean Pierre Bergerat Daniel Contet     | Jean Pierre Bergerat Daniel Contet | Jean Pierre Bergerat Daniel Contet | 4                     | 2             | 2             |    |   |                                |                                |                              |                            |             |             |             |    |   |                  |                  |                  |                  |                  |                  |                  |  |
|  | Don Candy Jon Douglas                  | Don Candy Jon Douglas                  | Don Candy Jon Douglas                  | Don Candy Jon Douglas                  | 6                                  | 6                                  | 12          |  |  | Don Candy Jon Douglas                  | Don Candy Jon Douglas                  | Don Candy Jon Douglas              | Don Candy Jon Douglas              | 6                     | 6             | 6             |    |   |                                |                                |                              |                            |             |             |             |    |   |                  |                  |                  |                  |                  |                  |                  |  |
|  | Marc Lasry Marcel Lemasson             | Marc Lasry Marcel Lemasson             | Marc Lasry Marcel Lemasson             | Marc Lasry Marcel Lemasson             | 2                                  | 4                                  | 10          |  |  |                                        |                                        |                                    |                                    |                       |               |               |    |   | Pierre Darmon Robert Haillet   | Pierre Darmon Robert Haillet   | 3                            | 8                          | 6           | 9           | 6           |    |   |                  |                  |                  |                  |                  |                  |                  |  |
|  | Xavier Perreau Saussine Jacques Thomas | Xavier Perreau Saussine Jacques Thomas | Xavier Perreau Saussine Jacques Thomas | Xavier Perreau Saussine Jacques Thomas | 6                                  | 6                                  | 6           |  |  |                                        |                                        |                                    |                                    |                       |               |               |    |   |                                |                                | Luis Ayala Jaroslav Drobný   | Luis Ayala Jaroslav Drobný | 6           | 6           | 4           | 11 | 2 |                  |                  |                  |                  |                  |                  |                  |  |
|  | Pierre Barthes Christian Duxin         | Pierre Barthes Christian Duxin         | Pierre Barthes Christian Duxin         | Pierre Barthes Christian Duxin         | 3                                  | 1                                  | 4           |  |  | Xavier Perreau Saussine Jacques Thomas | Xavier Perreau Saussine Jacques Thomas | 3                                  | 11                                 | 3                     | 6             | 3             |    |   |                                |                                |                              |                            |             |             |             |    |   |                  |                  |                  |                  |                  |                  |                  |  |
|  | Jan-Erik Lundquist Ulf Schmidt         | Jan-Erik Lundquist Ulf Schmidt         | Jan-Erik Lundquist Ulf Schmidt         | Jan-Erik Lundquist Ulf Schmidt         | 6                                  | 6                                  | 6           |  |  | Jan-Erik Lundquist Ulf Schmidt         | Jan-Erik Lundquist Ulf Schmidt         | 6                                  | 9                                  | 6                     | 3             | 6             |    |   |                                |                                |                              |                            |             |             |             |    |   |                  |                  |                  |                  |                  |                  |                  |  |
|  | Fox András Ádám-Stolpa                 | Fox András Ádám-Stolpa                 | Fox András Ádám-Stolpa                 | Fox András Ádám-Stolpa                 | 2                                  | 3                                  | 4           |  |  |                                        |                                        |                                    |                                    |                       |               |               |    |   | Jan-Erik Lundquist Ulf Schmidt | Jan-Erik Lundquist Ulf Schmidt | 7                            | 6                          | 6           | 12          | 3           |    |   |                  |                  |                  |                  |                  |                  |                  |  |
|  | Alain Bresson Michel Vaubrun           | Alain Bresson Michel Vaubrun           | Alain Bresson Michel Vaubrun           | Alain Bresson Michel Vaubrun           | Alain Bresson Michel Vaubrun       | Alain Bresson Michel Vaubrun       | w/o         |  |  |                                        |                                        | Luis Ayala Jaroslav Drobný         | Luis Ayala Jaroslav Drobný         | 9                     | 3             | 0             | 14 | 6 |                                |                                |                              |                            |             |             |             |    |   |                  |                  |                  |                  |                  |                  |                  |  |
|  | Orlando Garrido Raynaldo Garrido       | Orlando Garrido Raynaldo Garrido       | Orlando Garrido Raynaldo Garrido       | Orlando Garrido Raynaldo Garrido       | Orlando Garrido Raynaldo Garrido   | Orlando Garrido Raynaldo Garrido   |             |  |  | Alain Bresson Michel Vaubrun           | Alain Bresson Michel Vaubrun           | Alain Bresson Michel Vaubrun       | Alain Bresson Michel Vaubrun       | 2                     | 4             | 2             |    |   |                                |                                |                              |                            |             |             |             |    |   |                  |                  |                  |                  |                  |                  |                  |  |
|  | Luis Ayala Jaroslav Drobný             | Luis Ayala Jaroslav Drobný             | Luis Ayala Jaroslav Drobný             | Luis Ayala Jaroslav Drobný             | 6                                  | 6                                  | 6           |  |  | Luis Ayala Jaroslav Drobný             | Luis Ayala Jaroslav Drobný             | Luis Ayala Jaroslav Drobný         | Luis Ayala Jaroslav Drobný         | 6                     | 6             | 6             |    |   |                                |                                |                              |                            |             |             |             |    |   |                  |                  |                  |                  |                  |                  |                  |  |
|  | Kamilo Keretic Sima Nikolić            | Kamilo Keretic Sima Nikolić            | Kamilo Keretic Sima Nikolić            | Kamilo Keretic Sima Nikolić            | 4                                  | 2                                  | 2           |  |  |                                        |                                        |                                    |                                    |                       |               |               |    |   |                                |                                |                              |                            |             |             |             |    |   |                  |                  |                  |                  |                  |                  |                  |  |

#### Sezione 4
|  | Primo turno                            | Primo turno                            | Primo turno                            | Primo turno                            | Primo turno                      | Primo turno                      | Primo turno |  |  | Secondo turno                          | Secondo turno                          | Secondo turno                    | Secondo turno                    | Secondo turno            | Secondo turno            | Secondo turno |   |   | Terzo turno                            | Terzo turno                            | Terzo turno                            | Terzo turno                      | Terzo turno              | Terzo turno | Terzo turno |   |    | Quarti di finale | Quarti di finale | Quarti di finale | Quarti di finale | Quarti di finale | Quarti di finale | Quarti di finale |  |
|  |                                        |                                        |                                        |                                        |                                  |                                  |             |  |  |                                        |                                        |                                  |                                  |                          |                          |               |   |   |                                        |                                        |                                        |                                  |                          |             |             |   |    |                  |                  |                  |                  |                  |                  |                  |  |
|  | Torsten Johansson Gérard Pilet         | Torsten Johansson Gérard Pilet         | Torsten Johansson Gérard Pilet         | 6                                      | 6                                | 0                                | 6           |  |  |                                        |                                        |                                  |                                  |                          |                          |               |   |   |                                        |                                        |                                        |                                  |                          |             |             |   |    |                  |                  |                  |                  |                  |                  |                  |  |
|  | Adrian Bey John Hammill                | Adrian Bey John Hammill                | Adrian Bey John Hammill                | 3                                      | 3                                | 6                                | 4           |  |  | Torsten Johansson Gérard Pilet         | Torsten Johansson Gérard Pilet         | 2                                | 6                                | 3                        | 6                        | 3             |   |   |                                        |                                        |                                        |                                  |                          |             |             |   |    |                  |                  |                  |                  |                  |                  |                  |  |
|  | Ronald Barnes Carlos Alberto Fernandes | Ronald Barnes Carlos Alberto Fernandes | Ronald Barnes Carlos Alberto Fernandes | Ronald Barnes Carlos Alberto Fernandes | 6                                | 6                                | 8           |  |  | Ronald Barnes Carlos Alberto Fernandes | Ronald Barnes Carlos Alberto Fernandes | 6                                | 3                                | 6                        | 4                        | 6             |   |   |                                        |                                        |                                        |                                  |                          |             |             |   |    |                  |                  |                  |                  |                  |                  |                  |  |
|  | Jean Borotra Gil De Kermadec           | Jean Borotra Gil De Kermadec           | Jean Borotra Gil De Kermadec           | Jean Borotra Gil De Kermadec           | 4                                | 4                                | 6           |  |  |                                        |                                        |                                  |                                  |                          |                          |               |   |   | Ronald Barnes Carlos Alberto Fernandes | Ronald Barnes Carlos Alberto Fernandes | Ronald Barnes Carlos Alberto Fernandes | 6                                | 4                        | 6           | 6           |   |    |                  |                  |                  |                  |                  |                  |                  |  |
|  | Ken Fletcher Martin Mulligan           | Ken Fletcher Martin Mulligan           | Ken Fletcher Martin Mulligan           | Ken Fletcher Martin Mulligan           | 6                                | 8                                | 6           |  |  |                                        |                                        | Kurt Nielsen Budge Patty         | Kurt Nielsen Budge Patty         | Kurt Nielsen Budge Patty | 4                        | 6             | 4 | 3 |                                        |                                        |                                        |                                  |                          |             |             |   |    |                  |                  |                  |                  |                  |                  |                  |  |
|  | Pierre Rinderknecht Jean-Paul Vincent  | Pierre Rinderknecht Jean-Paul Vincent  | Pierre Rinderknecht Jean-Paul Vincent  | Pierre Rinderknecht Jean-Paul Vincent  | 1                                | 6                                | 3           |  |  | Ken Fletcher Martin Mulligan           | Ken Fletcher Martin Mulligan           | 0                                | 6                                | 6                        | 3                        | 2             |   |   |                                        |                                        |                                        |                                  |                          |             |             |   |    |                  |                  |                  |                  |                  |                  |                  |  |
|  | Kurt Nielsen Budge Patty               | Kurt Nielsen Budge Patty               | Kurt Nielsen Budge Patty               | Kurt Nielsen Budge Patty               | 6                                | 6                                | 6           |  |  | Kurt Nielsen Budge Patty               | Kurt Nielsen Budge Patty               | 6                                | 0                                | 4                        | 6                        | 6             |   |   |                                        |                                        |                                        |                                  |                          |             |             |   |    |                  |                  |                  |                  |                  |                  |                  |  |
|  | Christophe Lesage Bernard Lucot        | Christophe Lesage Bernard Lucot        | Christophe Lesage Bernard Lucot        | Christophe Lesage Bernard Lucot        | 3                                | 3                                | 2           |  |  |                                        |                                        |                                  |                                  |                          |                          |               |   |   | Ronald Barnes Carlos Alberto Fernandes | Ronald Barnes Carlos Alberto Fernandes | Ronald Barnes Carlos Alberto Fernandes | 4                                | 5                        | 8           | 11          |   |    |                  |                  |                  |                  |                  |                  |                  |  |
|  | Alain Lemyze Francis Nys               | Alain Lemyze Francis Nys               | Alain Lemyze Francis Nys               | Alain Lemyze Francis Nys               | 6                                | 6                                | 6           |  |  |                                        |                                        |                                  |                                  |                          |                          |               |   |   |                                        |                                        | Roy Emerson Neale Fraser               | Roy Emerson Neale Fraser         | Roy Emerson Neale Fraser | 6           | 7           | 6 | 13 |                  |                  |                  |                  |                  |                  |                  |  |
|  | Rene Bazin Marcel Schaff               | Rene Bazin Marcel Schaff               | Rene Bazin Marcel Schaff               | Rene Bazin Marcel Schaff               | 1                                | 3                                | 2           |  |  | Alain Lemyze Francis Nys               | Alain Lemyze Francis Nys               | Alain Lemyze Francis Nys         | Alain Lemyze Francis Nys         | 2                        | 3                        | 4             |   |   |                                        |                                        |                                        |                                  |                          |             |             |   |    |                  |                  |                  |                  |                  |                  |                  |  |
|  | Francisco Contreras Mario Llamas       | Francisco Contreras Mario Llamas       | Francisco Contreras Mario Llamas       | Francisco Contreras Mario Llamas       | Francisco Contreras Mario Llamas | Francisco Contreras Mario Llamas | w/o         |  |  | Francisco Contreras Mario Llamas       | Francisco Contreras Mario Llamas       | Francisco Contreras Mario Llamas | Francisco Contreras Mario Llamas | 6                        | 6                        | 6             |   |   |                                        |                                        |                                        |                                  |                          |             |             |   |    |                  |                  |                  |                  |                  |                  |                  |  |
|  | William Álvarez Emilio Martinez        | William Álvarez Emilio Martinez        | William Álvarez Emilio Martinez        | William Álvarez Emilio Martinez        | William Álvarez Emilio Martinez  | William Álvarez Emilio Martinez  |             |  |  |                                        |                                        |                                  |                                  |                          |                          |               |   |   | Francisco Contreras Mario Llamas       | Francisco Contreras Mario Llamas       | Francisco Contreras Mario Llamas       | Francisco Contreras Mario Llamas | 4                        | 7           | 4           |   |    |                  |                  |                  |                  |                  |                  |                  |  |
|  | Trevor Fancutt Giuseppe Merlo          | Trevor Fancutt Giuseppe Merlo          | Trevor Fancutt Giuseppe Merlo          | 6                                      | 6                                | 5                                | 6           |  |  |                                        |                                        | Roy Emerson Neale Fraser         | Roy Emerson Neale Fraser         | Roy Emerson Neale Fraser | Roy Emerson Neale Fraser | 6             | 9 | 6 |                                        |                                        |                                        |                                  |                          |             |             |   |    |                  |                  |                  |                  |                  |                  |                  |  |
|  | Bernard Boutboul Jacques Renavand      | Bernard Boutboul Jacques Renavand      | Bernard Boutboul Jacques Renavand      | 3                                      | 1                                | 7                                | 3           |  |  | Trevor Fancutt Giuseppe Merlo          | Trevor Fancutt Giuseppe Merlo          | Trevor Fancutt Giuseppe Merlo    | Trevor Fancutt Giuseppe Merlo    | 4                        | 0                        | 2             |   |   |                                        |                                        |                                        |                                  |                          |             |             |   |    |                  |                  |                  |                  |                  |                  |                  |  |
|  | Roy Emerson Neale Fraser               | Roy Emerson Neale Fraser               | Roy Emerson Neale Fraser               | Roy Emerson Neale Fraser               | 6                                | 6                                | 6           |  |  | Roy Emerson Neale Fraser               | Roy Emerson Neale Fraser               | Roy Emerson Neale Fraser         | Roy Emerson Neale Fraser         | 6                        | 6                        | 6             |   |   |                                        |                                        |                                        |                                  |                          |             |             |   |    |                  |                  |                  |                  |                  |                  |                  |  |
|  | Khoury Lahcen Chadli                   | Khoury Lahcen Chadli                   | Khoury Lahcen Chadli                   | Khoury Lahcen Chadli                   | 0                                | 1                                | 4           |  |  |                                        |                                        |                                  |                                  |                          |                          |               |   |   |                                        |                                        |                                        |                                  |                          |             |             |   |    |                  |                  |                  |                  |                  |                  |                  |  |